# Belmont-sur-Vair
Belmont-sur-Vair este o comună franceză situată în departamentul Vosges, în regiunea Grand Est.

## Geografie

### Localizare
Satul își datorează numele poziției sale pe versantul unui deal, pe malul drept al râului Vair, la o altitudine medie de 450 de metri, la un kilometru în aval de Saint-Remimont. Drumul departamental 13, care leagă Vittel de Châtenois, urmează cursul râului, la 30 de metri mai jos. Belmont se află la 11 km de fiecare dintre cele două orașe, dar la doar 11 km de reședința de canton Bulgnéville și, prin urmare, de accesul la autostrada A31.

### Comune limitrofe
| Dombrot-sur-Vair                | Saint-Menge    | Gemmelaincourt      |
| Dombrot-sur-Vair                |                |                     |
| Auzainvilliers Mandres-sur-Vair | Saint-Remimont | Parey-sous-Montfort |

### Geologie și relief
Teritoriul comunei se extinde puțin pe malul stâng al râului Vair, până la pârâul Mourotier, oferind o vastă pajiște inundabilă. Relieful se înalță spre estul comunei, o zonă mai împădurită, de unde izvorăște, printre altele, pârâul Prêle. Punctul cel mai înalt este atins la Happia (500 m), un deal care poate fi asociat cu Colinele Faucilles.

### Seismicitate
Comuna este situată în zona 1 de seismicitate foarte scăzută.

### Hidrografie

#### Rețeaua hidrografică
Comuna este situată în bazinul hidrografic al Meuse, în cadrul bazinului Rhin-Meuse. Este drenată de râul Vair, pârâul Petit Vair, pârâul du Bois și pârâul de la Prele.
Vair, cu o lungime totală de 65,3 km, își are izvorul în comuna Dombrot-le-Sec și se varsă în râul Meuse la Maxey-sur-Meuse, la granița cu Greux, după ce traversează 23 de comune.
Petit Vair, cu o lungime totală de 15,6 km, își are izvorul în comuna Thuillières și se varsă în Vair la Saint-Remimont, la granița cu Belmont-sur-Vair, după ce traversează șase comune.

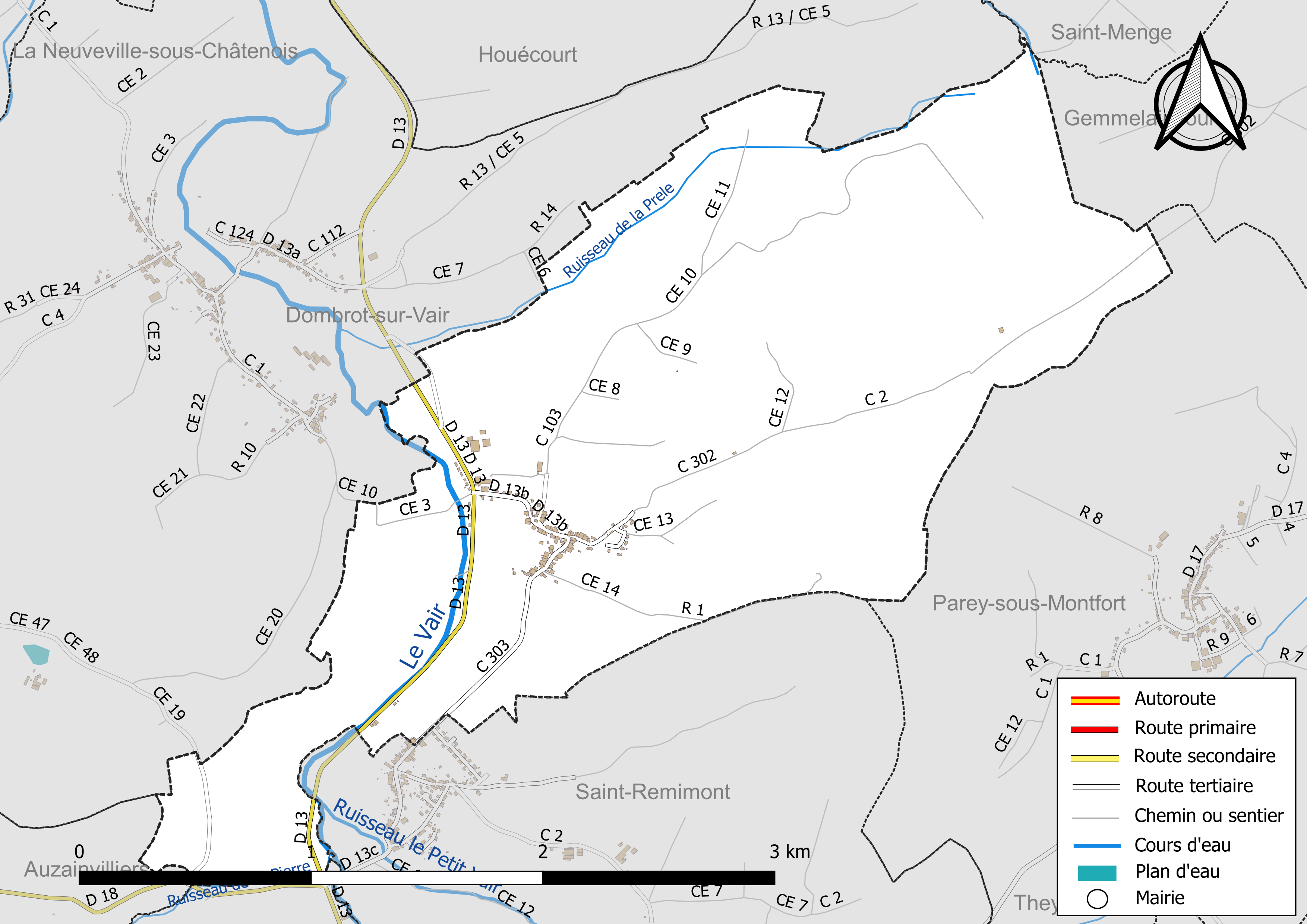
Rețelele hidrografice și rutiere Belmont-sur-Vair.

#### Managementul si calitatea apei
Teritoriul comunei este acoperit de schema de amenajare și de gestionare a apelor (SAGE) „Nappe des Grès du Trias Inférieur”. Acest document de planificare, care include teritoriul din zona de distribuție a apelor din pânza freatică a Grès din Triasicul Inferior (GTI), cu o suprafață de 1.497 km², este în curs de elaborare. Obiectivul urmărit este de a stabiliza nivelurile piezometrice ale pânzei freatice GTI și de a atinge un echilibru între extrageri și capacitatea de reîncărcare a pânzei freatice. Schema trebuie să fie coerentă cu obiectivele de calitate definite în SDAGE Rhin-Meuse și Rhône-Méditerranée. Structura responsabilă pentru elaborarea și implementarea acesteia este consiliul departamental al Vosges.
Calitatea apei și a cursurilor de apă poate fi consultată pe un site dedicat, gestionat de agențiile de apă și de Agenția Franceză pentru Biodiversitate.

### Clima
În 2010, clima comunei este clasificată ca fiind de tip montan, conform unui studiu realizat de Centrului Național de Cercetare Științifică (CNRS) pe baza unui set de date care acoperă perioada 1971-2000. În 2020, Météo-France publică o tipologie a climatului pentru Franța metropolitană, în care comuna se află într-o zonă de tranziție între climatul oceanic și climatul continental și este inclusă în regiunea climatică Lorraine, plateau de Langres, Morvan. Această regiune se caracterizează printr-o iarnă aspră (1,5 °C), vânturi moderate și ceață frecventă toamna și iarna.
Pentru perioada 1971-2000, temperatura medie anuală este de 9,4 °C, cu o amplitudine termică anuală de 17,1 °C. Cumulul anual mediu de precipitații este de 904 mm, cu 12,6 zile de precipitații în ianuarie și 9,7 zile în iulie. Pentru perioada 1991-2020, temperatura medie anuală observată la stația meteorologică Météo-France cea mai apropiată, „Lignéville”, situată în comuna Lignéville la 10 km în linie dreaptă, este de 10,3 °C și cumulul anual mediu de precipitații este de 856,3 mm. Temperatura maximă înregistrată la această stație este de 38,7 °C, atinsă pe 25 iulie 2019; temperatura minimă este de −17,5 °C, atinsă pe 20 decembrie 2009.
Parametrii climatici ai comunei au fost estimați pentru mijlocul secolului (2041-2070) conform diferitelor scenarii de emisie de gaze cu efect de seră, bazate pe noile proiecții climatice de referință DRIAS-2020. Aceștia pot fi consultați pe un site dedicat publicat de Météo-France în noiembrie 2022.

## Urbanism

### Tipologie
La data de 1 ianuarie 2024, Belmont-sur-Vair este clasificată ca o comună rurală cu habitat dispersat, conform noii grile comunale de densitate cu șapte niveluri, definită de INSEE (Institutul Național de Statistică și Studii Economice) în 2022. Comuna este situată în afara unității urbane. De asemenea, comuna face parte din zona de atracție a orașelor Vittel - Contrexéville, fiind o comună periferică. Această zonă, care cuprinde 72 de comune, este clasificată în rândul zonelor cu mai puțin de 50.000 de locuitori.

### Utilizarea terenului
Utilizarea terenurilor în comuna Belmont-sur-Vair, așa cum reiese din baza de date europeană privind ocuparea biogeofizică a solurilor Corine Land Cover (CLC), se caracterizează prin predominanța terenurilor agricole (60,3% în 2018), o proporție aproape identică cu cea din 1990 (60,4%). Distribuția detaliată în 2018 este următoarea: păduri (39,7%), pajiști (34,9%), terenuri arabile (13,3%), zone agricole eterogene (12,1%) și zone urbanizate (0,1%). Evoluția ocupării terenurilor în comună și a infrastructurilor sale poate fi observată pe diferitele reprezentări cartografice ale teritoriului: harta Cassini (secolul XVIII), harta de stat-major (1820-1866) și hărțile sau fotografiile aeriene ale IGN pentru perioada actuală (1950 până în prezent).

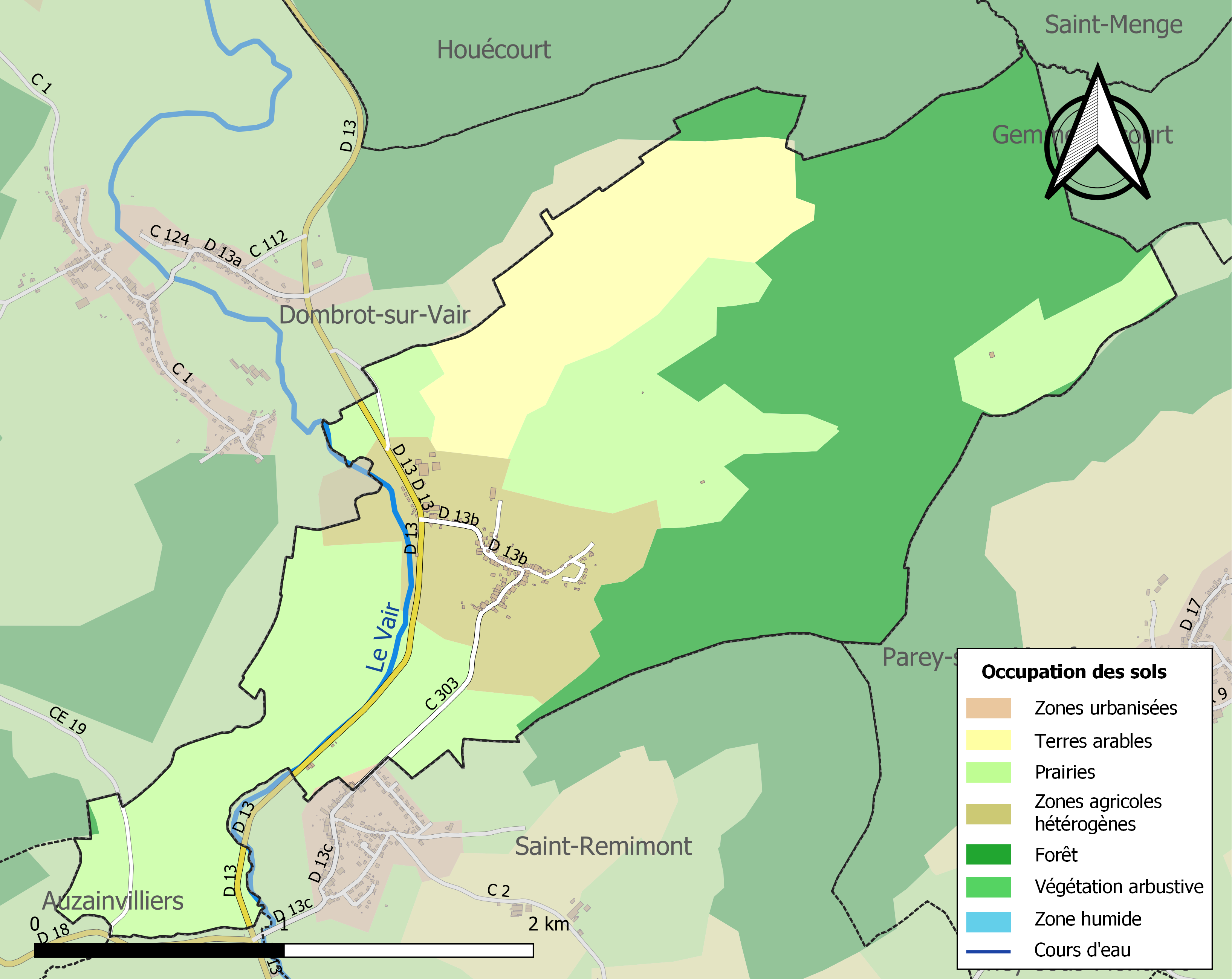
Harta infrastructurii și utilizării terenului a comunei în 2018 (CLC).

## Istorie
Belmont este un vechi domeniu feudal care a aparținut din secolul al XV-lea familiei de Serocourt. Blazoanele acestei nobile familii sunt gravate pe zidurile bisericii.
Deși era un domeniu feudal, Belmont nu era o parohie, ci depindea de parohia Saint Remimont.

## Populația și societatea

### Date demografice
Evoluția numărului de locuitori este cunoscută prin recensămintele populației efectuate în comuna respectivă începând din 1793. Pentru comunele cu mai puțin de 10 000 de locuitori, un recensământ al întregii populații este realizat la fiecare cinci ani, populațiile legale pentru anii intermediari fiind estimate prin interpolare sau extrapolare. Pentru comuna Vittel, primul recensământ exhaustiv în cadrul noului dispozitiv a fost realizat în 2006.
În 2021, comuna număra 127 locuitori, în creștere cu 9,48 % față de 2015 (Vosges: −3,05%, Franța fără Mayotte: +1,84%).
| An        | 1793 | 1821 | 1841 | 1856 | 1876 | 1886 | 1901 | 1921 | 1936 | 1962 | 1982 | 2006 | 2016 | 2021 |
| --------- | ---- | ---- | ---- | ---- | ---- | ---- | ---- | ---- | ---- | ---- | ---- | ---- | ---- | ---- |
| Populație | 225  | 330  | 352  | 278  | 254  | 247  | 188  | 131  | 152  | 134  | 172  | 118  | 122  | 127  |

## Cultura și patrimoniul local

### Locuri si monumente
| Clădiri remarcabile                                                                                       | Coordonate                                            |
| --- | ----------------------------------------------------- |
| Biserica Notre-Dame-de-l'Assomption.                                                                      | 48°15′21.54″N 5°54′23.87″E / 48.2559833°N 5.9066306°E |
| Monumentul eroilor, lângă biserică.                                                                       | 48°15′21.67″N 5°54′23.49″E / 48.2560194°N 5.9065250°E |
| Fostul castel                                                                                             | 48°15′22.66″N 5°54′23.62″E / 48.2562944°N 5.9065611°E |
| Crucea din Belmont-sur-Vair beneficiază de o clasare ca monument istoric începând cu 27 septembrie 1932.. | 48°15′13.8″N 5°54′23.11″E / 48.253833°N 5.9064194°E   |
| Primăria-școală                                                                                           | 48°15′14.18″N 5°54′21.34″E / 48.2539389°N 5.9059278°E |